# Liste der Wappen in der Provinz Campobasso
Die Liste der Wappen in der Provinz Campobasso beinhaltet alle in der Wikipedia gelisteten Wappen der Provinz Campobasso in der Region Molise in Italien. In dieser Liste werden die Wappen mit dem Gemeindelink angezeigt.

## Wappen der Provinz Campobasso

Provinz Campobasso
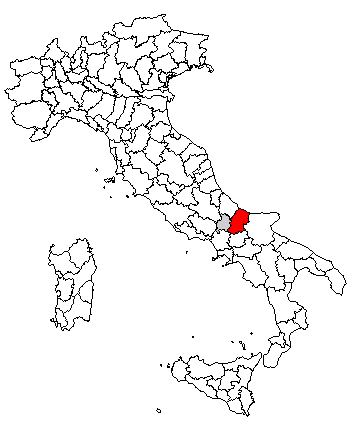
Lage der Provinz in Italien

## Wappen der Gemeinden der Provinz Campobasso

Acquaviva Collecroce
Baranello
Bojano
Bonefro
Busso
Campobasso
Campochiaro
Campodipietra
Campolieto
Campomarino
Casacalenda
Casalciprano
Castelbottaccio
Castellino del Biferno
Castelmauro
Castropignano
Cercemaggiore
Cercepiccola
Civitacampomarano
Colle d’Anchise
Colletorto
Duronia
Ferrazzano
Fossalto
Gambatesa
Gildone
Guardialfiera
Guardiaregia
Guglionesi
Jelsi
Larino
Limosano
Lucito
Lupara
Macchia Valfortore
Matrice
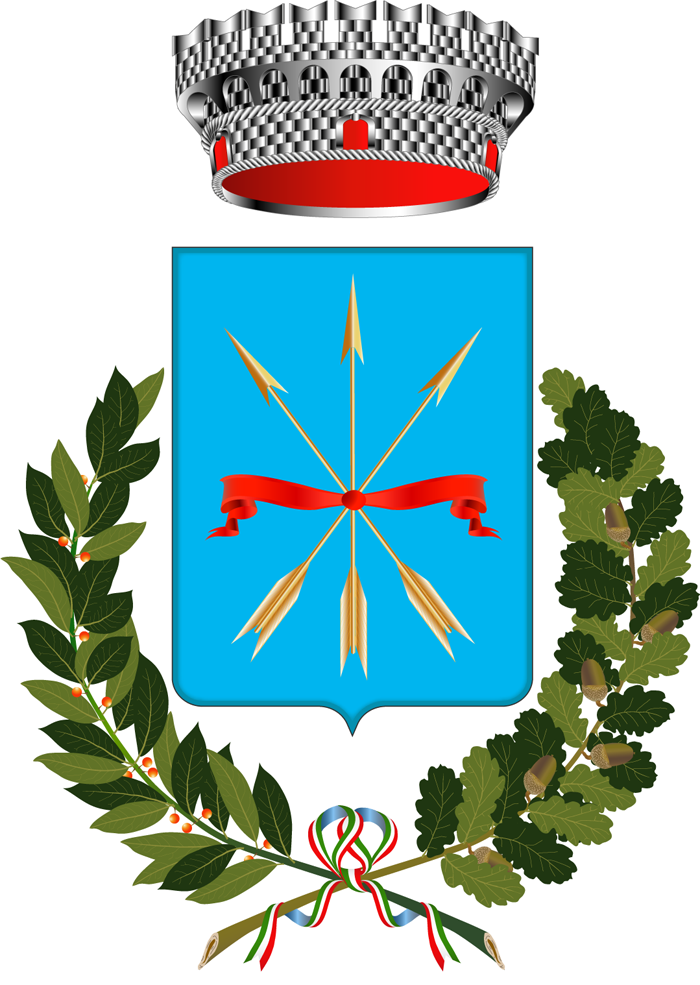
Mirabello Sannitico
Molise
Monacilioni
Montagano
Montecilfone
Montefalcone nel Sannio
Montelongo
Montemitro
Montenero di Bisaccia
Montorio nei Frentani
Morrone del Sannio
Oratino
Palata
Petacciato
Petrella Tifernina
Pietracatella
Pietracupa
Portocannone
Provvidenti
Riccia
Ripabottoni
Ripalimosani
Roccavivara
Rotello
Salcito
San Biase
San Felice del Molise
San Giacomo degli Schiavoni
San Giovanni in Galdo
San Giuliano del Sannio
San Giuliano di Puglia
San Martino in Pensilis
San Massimo
San Polo Matese
Sant’Angelo Limosano
Sant’Elia a Pianisi
Santa Croce di Magliano
Spinete
Tavenna
Torella del Sannio
Toro
Trivento
Tufara
Ururi
Vinchiaturo